# 雍正のチベット分割

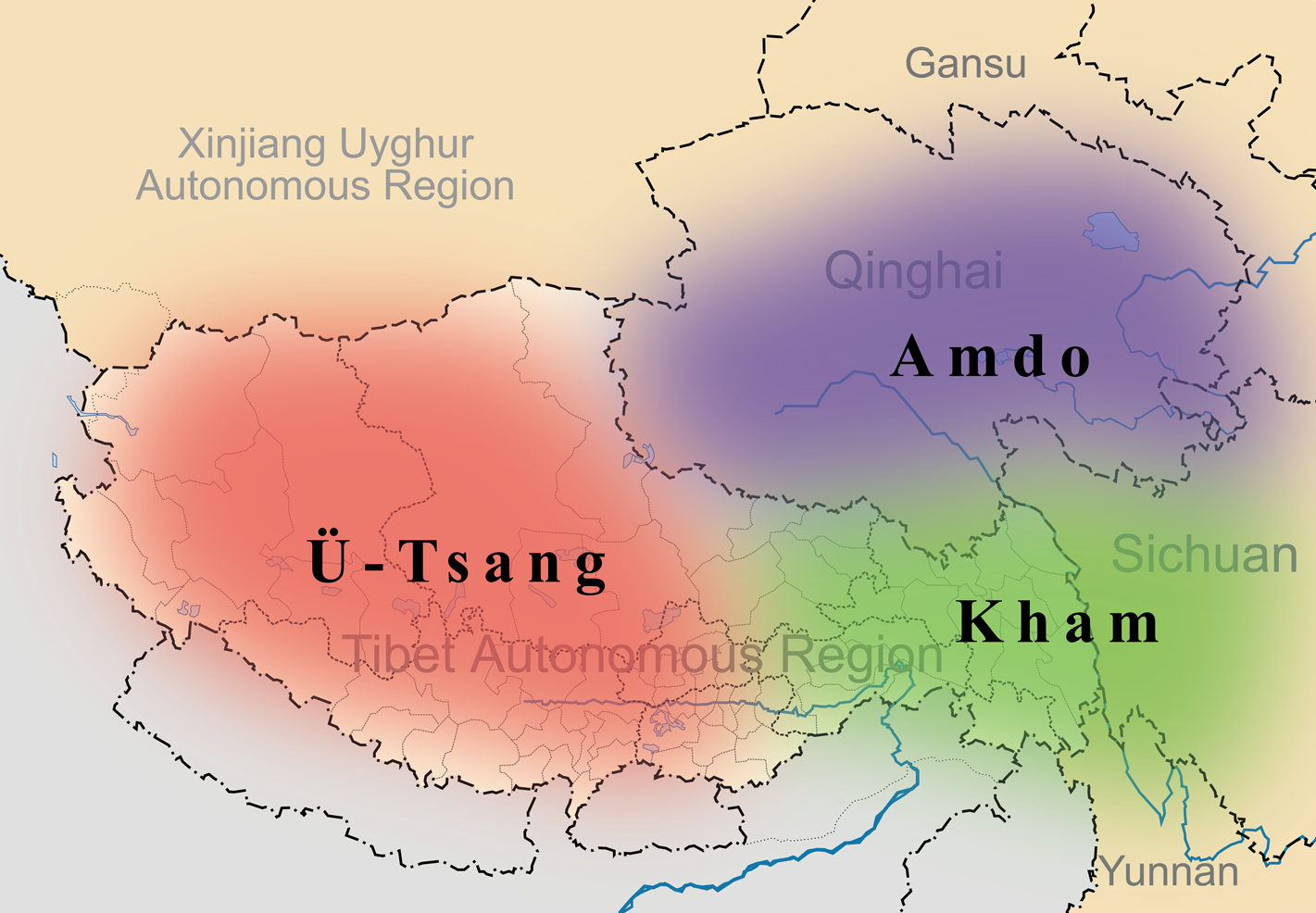
伝統的なチベット地域と現在の地方行政境界分割を比較

雍正のチベット分割（ようせいのチベットぶんかつ）は、清朝の雍正帝が1723年 - 1724年に青海地方に出兵し、グシ・ハン一族を征服した際の事後措置。
この措置により、チベットはタンラ山脈よりディチュ河にかけての線により二分され、その西南部はガンデンポタンに委ねられ、その東北部のモンゴル王公、チベット人諸侯らは青海地方と甘粛省、四川省、雲南省などの諸省に分属させられることとなった。中華人民共和国の、チベット民族の自治区を西蔵部分のみに限定し、その他のチベット各地を青海省と甘粛・四川・雲南などの「内地（中国本土）」諸省に分割して組み込む行政区画は、この分割の際の境界を踏襲したものである。

## 雍正帝の青海出兵の背景
オイラト系モンゴル人のグシ・ハンは、1637年 - 1642年にかけて、チベットのほぼ全土を征服、いくつかの大領主を滅ぼし、その他の各地の諸侯を服属させた。彼らは従前、明朝からの冊封をうけていたが、この時期、中国は明末清初の混乱状態にあり、グシ・ハン王朝によるチベット征服に対し、中国側からの抵抗はなかった。
グシ・ハン一族によるチベット東部の支配形態には、数年任期の代官を派遣して統治にあたらせる直轄領と、古くからの歴史をもつ諸侯に貢納させ、所領の安堵や内紛の調停を行う諸侯領とがあったが、中国において清朝の支配が確立すると、中国との隣接地方に位置する諸侯の中には、領主の跡目争いや内紛などで、清朝に頼ろうとするものがでてくるようになり、17世紀後半より、チベットと中国の境界地方では、グシ・ハン一族と清朝地方官の小競り合いがみられるようになった。
清朝側では、グシ・ハン一族のチベット諸侯への支配について、「本来『内地』に属するはずの蕃人たちが、不当に蒙古の支配を受けている」という立場をとり、たとえば1720年、ジュンガルの侵攻に対する救援を名目に康熙帝が介入した際には、リタン、バタンの有力者たちを「招撫」（清朝の支配下に入るようもとめること）し、また雍正帝はカム地方に地方官を派遣し、カム地方の諸侯に清朝の冊封を受けるようもとめ、拒否するものは天子に戦を仕掛けたものと見なすと威嚇、グシ・ハン一族から抗議をうけている。
ただし康熙帝は、「グシ・ハンの立てた法」をチベットの正統な政体とみなし、ジュンガルのチベット侵攻に対する介入にあたっては、「ダライラマを擁するチベット・ハン」という旧体制の復活を支援するという建前にもとづいて行動したのに対し、雍正帝は18世紀初頭以来続くグシ・ハン一族の内紛を、懸案解決の好機とみなし、1723年、内紛の当事者ロブサンダンジンを「清朝に対する反乱者」と決めつけ、 年羹堯を司令官（撫遠大将軍）とする遠征軍を青海地方に派遣し、グシ・ハン一族を一挙に制圧するにいたる。

## チベットに対する元朝、明朝の措置
ここで、「雍正のチベット分割」によって成立した、清朝によるチベットの行政区画の特徴を明らかにするため、元朝、明朝のチベットに対する措置を見てみよう。
元朝期、チベットは、2005年現在「西蔵」に区分される領域と、その東部をあわせた全域が「宣政院」の管轄地「吐蕃」として一括された。宣政院はチベット仏教サキャ派の長が就任する「帝師」「国師」を長官とし、「仏教の僧侶と信者および吐蕃の領域をつかさどる（掌釈教僧徒及吐蕃之境而隷治之）」ための機関である。チベットでは、各地の諸侯がサキャ派（1354年からはパクモドゥパ）を通じ、規模の大小に応じて万戸、千戸などの称号を受けた。この時期、チベット全域が「吐蕃」として一括されており、後の西蔵部分のみをチベットとし、東部地方を「内地」に組み込むような区分は行われていない。
明朝の初期、初代洪武帝は、明に使者を派遣してきたチベット諸侯に対し、元朝と同様、規模の大小に応じた衛所の称号を与えた。この称号の授受により、チベット諸侯が明朝皇帝の軍事指揮権に服し、同等の称号を有する明朝の軍人と同じ職務を担ったわけではなく、単なる名誉のランク付けにとどまる。明が遣使してきた諸国、諸民族に対し行った冊封において、民族単位で統一政権を樹立した朝鮮、安南、琉球、日本（足利義満）では各国の最高実力者が代表して「王」号を受けたのにたいし、統一政権を樹立せぬまま明と通好した女真、チベットなどの有力者たちは、個別に衛所の各級の称号を受けたのである。洪武帝によるチベット諸侯の冊封においては、「烏思蔵衛（うしぞうえい）」、「朶甘衛（だかんえい）」にそれぞれ指揮使司、宣慰使が1つずつ、以下、チベット全土であわせて元帥府1、招討司1、万戸府13、千戸所4などが配置された。ここでいう「烏思蔵」とはチベット語「ウー・ツァン（dbus gtsang）」を音写したもので、今日の西蔵部分の中核部を占める中央チベットを、「朶甘」とはアムドとカムの略称「ドカム（mdo khams）」を音写したもので、今日の西蔵の北部・東部と青海・甘粛・四川・雲南の諸省に分割されたチベット東部地方を指す。のち、永楽帝の時、中央チベットを制圧するパクモドゥパをはじめとする有力勢力が冊封をうけ、三大法王、五大教王等と呼ばれたが、後の清代にみられるような、「烏思蔵」のみをチベットとみなし、「朶甘」部分を中国の「内地」とみなすような区分は、この時期にも、行われていない。

## 年羹堯の「青海善後事宜」
年羹堯の「青海善後事宜」は、雍正二年五月十一日（1724年）付で提出された、グシハン一族制圧後の事後措置の報告と、チベットに対する再編案である。様々な史料に収録されているが、「文献叢書」所収の「條陳西海善後事宜摺」が、最も詳細であると思われる。以下の記述は、すべてこれによる。
構成としては、グシ・ハン一族の内紛において、当初から清朝を頼ろうとした者たち、はじめはロブサンダンジン側に加担したが、清朝の介入をみて、清朝に抵抗することなく降った者たち、清朝軍と戦い、敗北した後降伏した者たちなどに対する個別の措置の報告、グシ・ハンによる征服と再編（1642年）以来のチベットの現状報告、グシ・ハン一族がチベットに対して有していた権限、権益の接収と再分配に関する提案などからなる。雍正のチベット分割は、 年羹堯のこの再編案にもとづいて進められた。
雍正帝は、この事件より後年、雲貴総督の高其倬より、ベトナム領の都龍の銅山について、侵攻してこれを奪うことを提案する上奏があった際には、「堂々たる天朝（＝清朝）が小邦と利を争うものではない」とたしなめ、却下するなど、大国としての対面にこだわる側面を有していた。このような雍正帝に、「ダライラマを擁するグシ・ハン一族」をチベットの正統の政体とみなしていた父康熙帝の方針を一変し、グシ・ハン一族の権益をすべて召し上げるという行為を受け入れさせるためのロジックとしては、チベットの国土を「ダライラマの香火之地」と「元来「内地」であった土地」に二分し、グシ・ハン一族が「不当」に占拠していた内地への支配権を回復する、という観点が打ち出された。
1720年代初頭のチベットの現状は、次のように描写されている。
上引部に続けて、チベットの再編案として、次のように述べる。
アムド、カムのチベット人に対するグシ・ハン一族の支配下については、次の様に描写されている。
前節でみたとおり、元朝の万戸制、明朝の衛所制による冊封体制のいずれも、中央チベット（ウー、ツァン）と東部チベット（アムド、カム）に「内地とそれ以外」という区分をもたらすものではなかった。しかし、清朝の君主たちは、清初以来、チベットやモンゴルなど、チベット仏教圏の民に対しては、文殊皇帝として、ダライラマを擁する姿勢を示し続けており、「小邦」と利など争わぬ「天朝の主」として、また「文殊皇帝」として、ダライラマの権益を侵害しうる立場にはなかった。チベットの国土に対する、「ダライラマの香火之地」と「内地」という二分割は、康熙帝の対チベット方針を覆し、グシ・ハン一族の権益を剥奪して我がものにすることを正当化するロジックとして、この時に創始されたものである。

## カム地方の3分割
年羹堯の『青海善後事宜』は、カム地方を「西蔵」と「四川」の間で二分するよう提案するものであったが、実際には「ダライ・ラマ所管地方」と四川、雲南の三地方に分配されることとなった。
『清実録』雍正三年十一月乙未(1725年)の条には、川陝総督岳鍾琪からのより詳細な分割案と、議政王大臣らによる検討、雍正帝から得た旨（コメント）がまとめて記載されている。岳鍾琪による分割案の内容は以下のとおり。
ここでは、グシハン一族の属領であったロロン・ゾン以東の地のうち、ディチュ河以西の地をダライ・ラマに賞給すること、ディチュ河以東の地を内地に帰属させるよう、提案されている。議政王大臣らはこれに「提案のとおり実施すべきである」とのコメントをつけて雍正帝の裁可を仰いだ。雍正帝による回答は次のとおり。
「詳細な処理」の内容について、『西蔵記』「疆圉」の項は、雍正三年（1725年）の記事として、次の様にのべる。

## 七十九族の分割
西蔵と青海の境界設定の時期は、カム地方の分割よりさらに遅れ、1732年（雍正九年）までくだる。この事情について、和寧『西蔵賦』は次の様に述べる。
ここでいう「吐蕃」とは、古代チベットの王朝ではなく、チベットの総称である。「昔は青海の奴隷であった（昔為青海奴隷）」とは、グシハンの子孫たち（別称青海オイラト、青海蒙古ほか）に分属して貢納民となっていたことを指す。七十九族を四十族と三十九族に分割する境界はタンラ山脈におかれた。実際には、この分割の際、三十九族はただちに清朝の駐蔵大臣（dzang de tefi baita icihiyara amban）の管轄下にはいったのではなく、それに先立ち、ガンデンポタンの統治をうけた（1720年から1727年まではカンチェンネーを首班とする大臣たちの合議制、その後はポラネーとギュルメナムギェルの父子2代の郡王政権）。駐蔵大臣の管轄下に入るのは、1750年 - 1751年の「ギュルメナムギェル（ダライバートル）の乱」事件の事後処理によってである。上引の史料はこの点が捨象されているが、チベット高原の中央部に分布している遊牧民集団の分割が、1732年に行われたことをうかがい知ることができる。

### 史料
- 年羹堯「青海善後事宜」（1724）
- 和寧「西蔵賦」嘉慶2(1797)

### 研究論文
- 石濱裕美子　「グシハン王家のチベット王権喪失過程に関する一考察」『東洋学報』第69冊3.4合併号、1988年3月、pp.151-171。
- 石濱裕美子　「18世紀初頭におけるチベット仏教界の政治的立場について」『東方学』第77号、1989年01月、pp.143-129。
- 加藤直人 「一七二三年ロブザン・ダンジンの反乱：その反乱前夜を中心として」『内陸アジア・西アジアの社会と文化』　1983年、pp.323-168。
- 加藤直人　「ロブザン・ダンジンの叛亂と清朝：叛亂の經過を中心として」『東洋史研究』第四十五巻第三号號、1986年12月、pp.452-478。
- 加藤直人　「一七二三〜四年、青海におけるラマの活動」『武蔵野女史大学紀要』十九、1984年、pp.323-349。
- 佐藤長　「ロブザンダンジンの反乱について」『中世チベット史研究』pp.383-423(ISBN 4-8104-0492-7 同朋舎、1986年3月15日)。
- 手塚利彰　「チベット問題について:ダライラマの出現とその歴史的背景」『対中国戦略研究報告書:軍拡・膨張の歴史と現状』【国基研論叢(The JINF Review) vol.1, 国家基本問題研究所, 2011年11月30日/2012年2月10日】, pp,121-149。